# Keepsake
Keepsake — компьютерная игра в жанре квест, разработанная Wicked Studios.

## Сюжет
Отправляясь на учебу в школу магии Драгонвейл, Лидия с нетерпением ждала встречи со своей лучшей подругой Селестой. Но вместо учеников и преподавателей девушка лишь обнаружила пустые залы и куклу шута, подаренную подруге 8 лет назад.. Прикоснувшись к ней, она видит воспоминание из детства, связанное с Селестой.
Единственной живой душой в академии оказался запертый в шкафчике дракон Зак, который неведомо как превратился в волка.
Лидии предстоит узнать, что же произошло со студентами, преподавателями школы и её лучшей подругой.

## Игровой процесс
Keepsake представляет собой point-and-click квест. Геймплей заключается в перемещении между локациями, поиске активных точек на экране и решении головоломок.
Общий игровой процесс рассчитан примерно на 15 часов.

## Разработка
Игра основана на игровом движке Glyph, построенном, в основном, на проектах с открытым исходным кодом. Разработчики заявили, что главной причиной для его использования была кросс-платформенность. Работа графического движка Crystal Space возможна на Linux, Mac OS X и Windows. Звуковой движок — DirectSound3D, хотя для кросс-платформенности так же поддерживается OpenAL.
В Европе был выпущен патч с добавлением карты Академии, вызываемой с помощью игрового интерфейса. Карта была только для просмотра — игрок не мог использовать её для быстрого перемещения по помещениям, как в серии Simon the Sorcerer.

## Отзывы
| Сводный рейтинг | Сводный рейтинг |
| Агрегатор       | Оценка          |
| --------------- | --------------- |
| GameRankings    | 69,39 %         |